# تشوك فارم (محطة مترو أنفاق لندن)
تشوك فارم (بالإنجليزية: Chalk Farm)‏ هي إحدى محطات مترو أنفاق لندن. تقع على خط نورذيرن افتتحت في المنطقة (Zone) رقم 2 افتتحت في 22 يونيو 1907.

## الهندسة المعمارية
مبنى محطة تشوك فارم الضيق يعتبر أطول واجهة من المحطات التي صممها المهندس المعماري ليزلي جرين لخطوط الأنابيب الثلاثة المملوكة لشركة السكك الحديدية الكهربائية تحت الأرض في لندن، وافتتحت في عامي (1906 و 1907). كما أن لديها أعمدة الرفع الضحلة لأي محطة مترو أنفاق (21 قدما). تم الانتهاء من تجديد المحطة بواسطة خطوط الأنابيب في عام 2005. المحطة عبارة عن مبنى تاريخي محمي من الدرجة الثانية.

## معرض صور

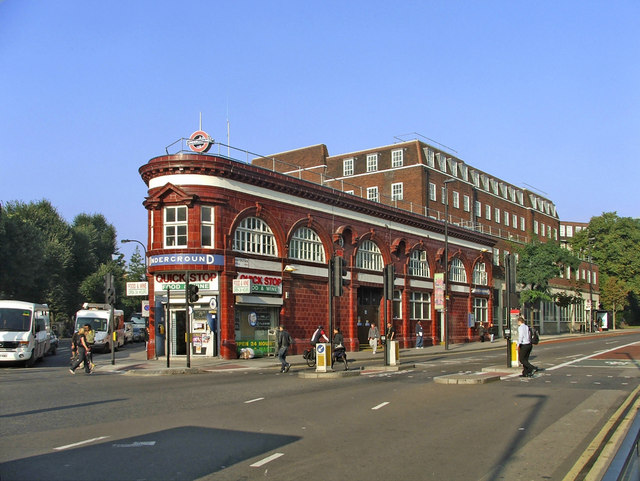
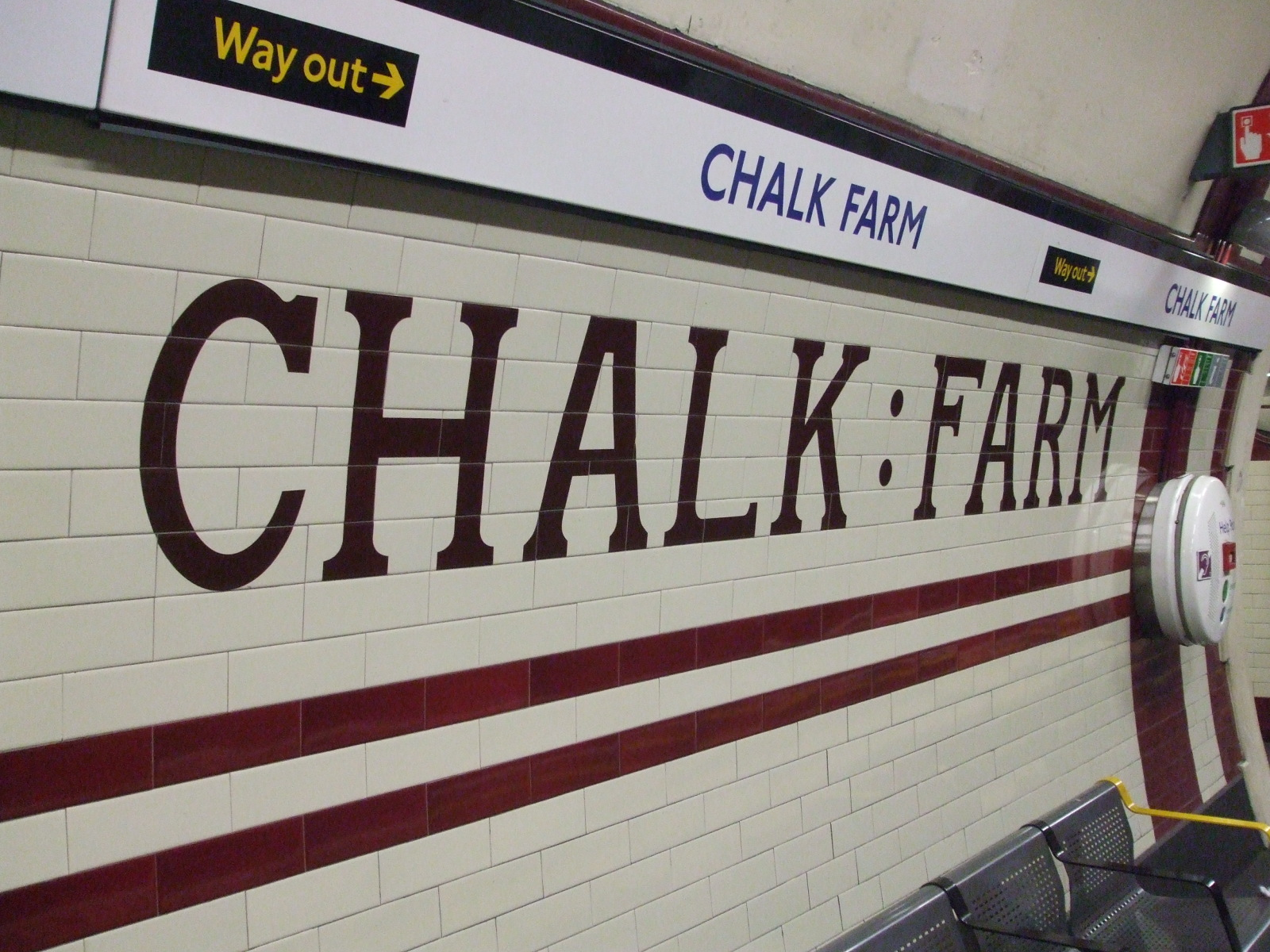
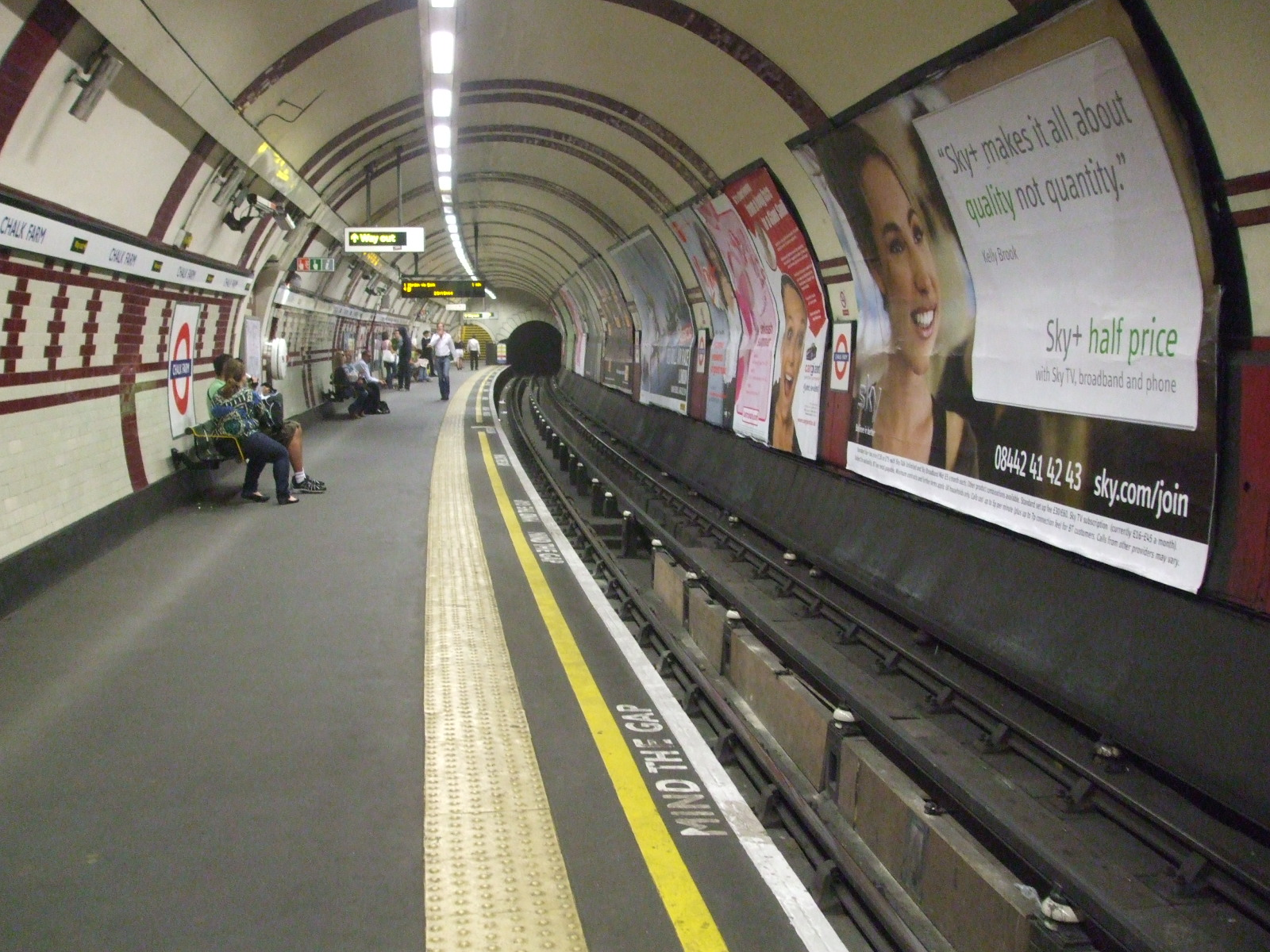
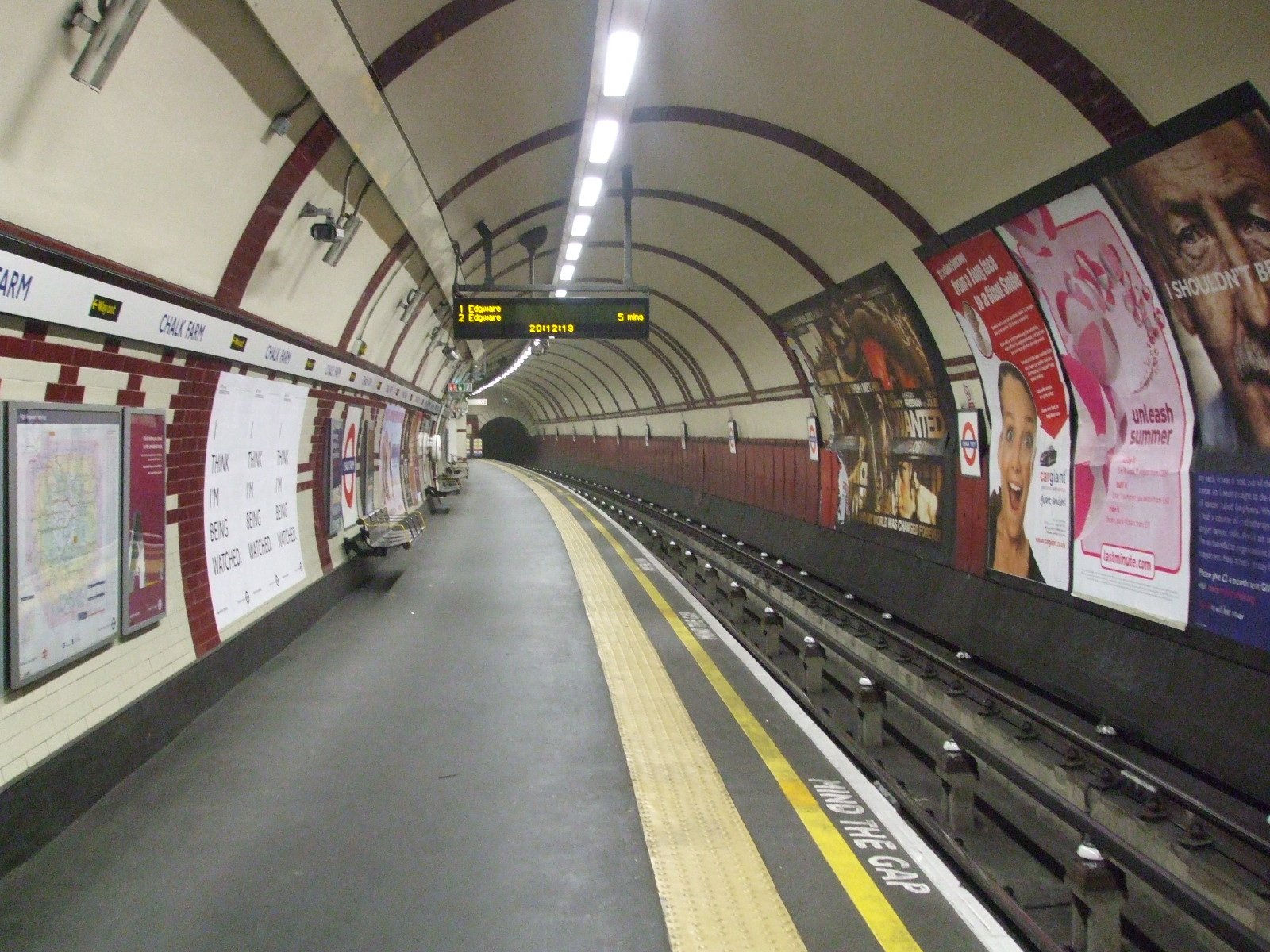
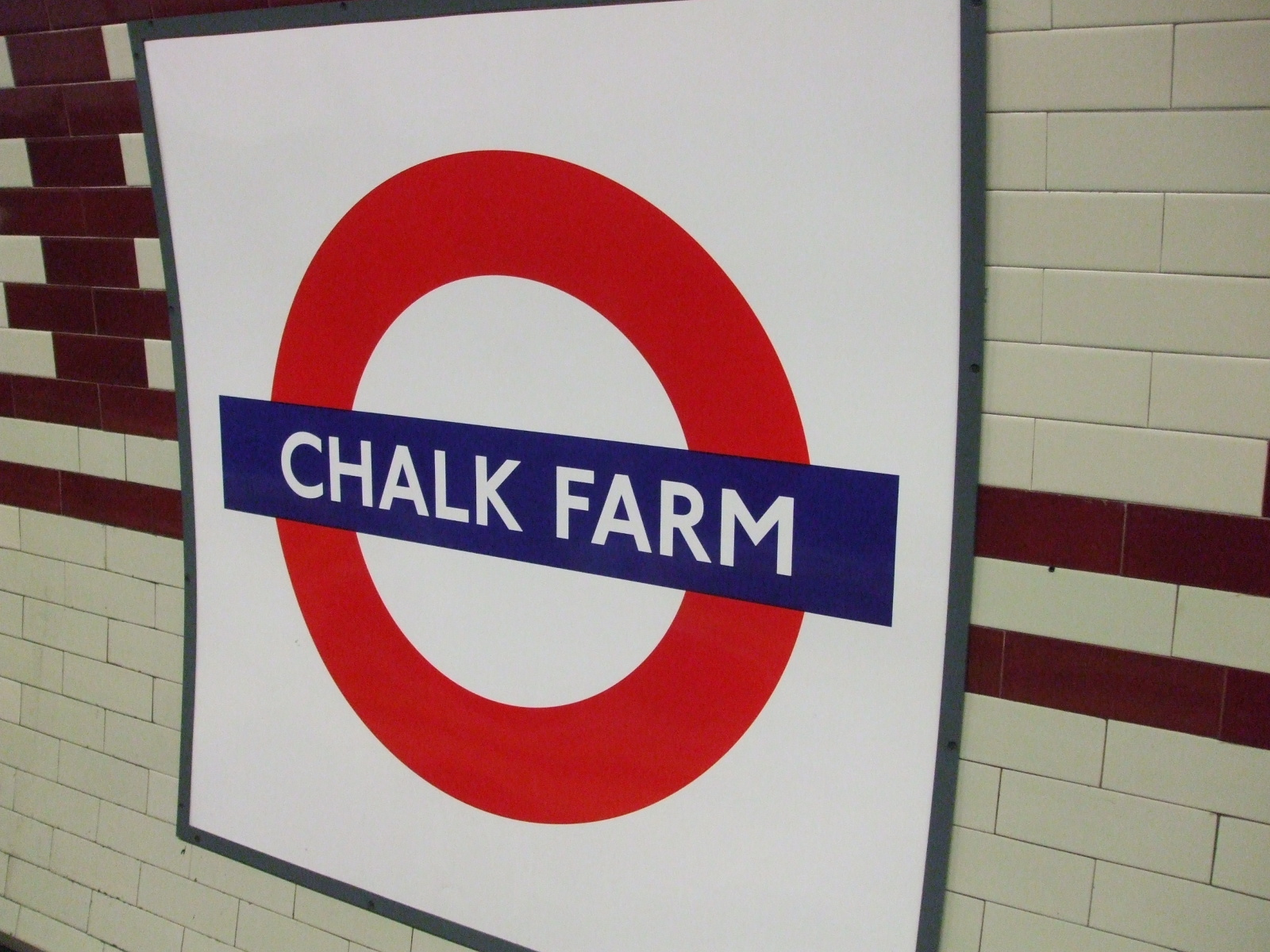